# 山県警察署 (広島県)
山県警察署（やまがたけいさつしょ）は、広島県警察が管轄する警察署の一つである。

## 所在地
- 広島県山県郡安芸太田町加計3760番地1

## 管轄区域
- 山県郡安芸太田町
- 山県郡北広島町

## 沿革
- 1874年5月 第五大区邏卒出張所として設置される。
- 1876年4月 第二区吉田警察出張所加計邏卒出張駐屯所に改称。
- 1877年2月 可部警察署加計分署に改称。
- 1878年5月 広島警察署加計分署に降格。
- 1886年11月 加計警察署に昇格。
- 1916年7月 八重警察署を分離。
- 1948年1月 加計警察署を加計町警察署に、八重警察署を山県東地区警察署に改称。
- 1951年1月 加計町警察署を山県西地区警察署に改称。
- 1954年7月 山県西地区警察署を広島県加計警察署に、山県東地区警察署を広島県八重警察署に改称。
- 1956年10月 八重警察署を可部警察署に統合。
- 2005年2月1日 芸北町・大朝町・千代田町・豊平町が新設合併して北広島町となったため、北広島町のうち旧芸北町以外の区域を可部警察署（現：安佐北警察署）から移管。（旧芸北町は従来から加計警察署の管轄区域。）
- 2007年4月1日 広島県山県警察署に改称。

## 警察署直轄区域
- 山県郡安芸太田町のうち加計、観音、下筒賀（小山を除く）、下殿河内（月の子原を除く）、津浪

## 幹部交番
（）の中は所在地。
- 千代田交番（山県郡北広島町有田）
  - 山県郡北広島町のうち有田、有間、石井谷、今田、後有田、川井、川戸、川西、川東、木次、蔵迫、古保利、新氏神、新郷、新都、惣森、寺原、中山、春木、本地、南方、壬生、舞綱、丁保余原

※千代田交番では警察署で行う手続きの一部が可能。

## 警察官駐在所
（）の中は所在地。
- 澄合警察官駐在所（山県郡安芸太田町穴）
  - 山県郡安芸太田町のうち穴、坪野
- 箕角警察官駐在所（山県郡安芸太田町上殿）
  - 山県郡安芸太田町のうち上殿、寺領、下筒賀（小山）、下殿河内（月の子原）、上筒賀、中筒賀
- 上本郷警察官駐在所（山県郡安芸太田町戸河内）
  - 山県郡安芸太田町のうち遊谷、板ヶ谷、打梨、梶ノ木、川手、小板、柴木、田吹、土居、戸河内、那須、松原、横川、吉和郷
- 雄鹿原警察官駐在所（山県郡北広島町中祖）
  - 山県郡北広島町のうち雲耕、大元、荒神原、中祖、西八幡原、東八幡原、政所、宮地
- 中野警察官駐在所（山県郡北広島町川小田）
  - 山県郡北広島町のうち大利原、奥中原、奥原、苅屋形、川小田、草安、才乙、土橋、南門原、細見
- 美和警察官駐在所（山県郡北広島町移原）
  - 山県郡安芸太田町のうち猪山、平見谷
  - 山県郡北広島町のうち移原、大暮、小原、高野、溝口、米沢
- 豊平警察官駐在所（山県郡北広島町戸谷）
  - 山県郡北広島町のうち海応寺、上石、志路原、下石、都志見（庄原上、庄原下、田の原、細河内、向井原）、戸谷、中原、西宗、長笹、吉木（水根）
- 吉坂警察官駐在所（山県郡北広島町阿坂）
  - 山県郡北広島町のうち阿坂、今吉田、都志見（庄原上、庄原下、田の原、細河内、向井原を除く）、吉木（水根を除く）
- 大朝警察官駐在所（山県郡北広島町大朝）
  - 山県郡北広島町のうち筏津、岩戸、大朝、大塚、新庄、田原、宮迫

## 主な未解決事件
- 2000年12月9日に旧：大朝町で特別養護老人ホームの施設長（当時49歳）が何者かに刺殺された事件。当初は可部警察署（現：安佐北警察署）が捜査を担当していたが、2005年2月1日からは山県警察署に捜査本部が移されて捜査が継続されている[1]。